# Луитгард фон Насау
Луитгард фон Насау (на немски: Luitgard fon Nasau, Liutgardis, Lukardis; * ок. 1175/1180; † 31 пр. 1222) е графиня от род Насау и чрез женитби бургграфиня на Магдебург и графиня на Графство Вирнебург.

## Произход
Тя е дъщеря на граф Рупрехт III фон Насау († 1191) и съпругата му графиня Елизабет фон Лайнинген († 1235/1238), дъщеря, сънаследничка на граф Емих III фон Лайнинген († 1187). Сестра е на граф Херман фон Насау († пр. 1206), домхер в Майнц.

## Фамилия
Първи брак: ок. 1200 г. с Гебхард IV фон Кверфурт (* пр. 1178; † сл. 1213), бургграф на Магдебург. Тя е втората му съпруга. Линията завършва през 1496 г. Те имат децата: 
- Рупрехт I († 1266), архиепископ на Магдебург (1260 – 1266)
- Лукардис/Луитгард († 6 май 1263), омъжена за граф Валтер IV фон Арнщайн и Барби († ок. 1263)
- Гебхард V (* ок. 1200; † пр. 1237/1240), граф на Кверфурт, женен за жена фон Вернигероде
- Бурхард II/VI († 1254/55/58), бургграф на Кверфурт, граф на Мансфелд и на Шрапелау, женен 1217 г. за София фон Мансфелд († 1233), баща на Зигфрид II фон Кверфурт, епископ на Хилдесхайм († 1310)
- (вер. незаконна) Мехтхилд фон Магдебург († 1254), омъжена 1230 за Херман фон Лобдебург-Лойхтенберг († сл. 1256), син на Херман фон Лобдебург

Втори брак: на 27 февруари 1204 г. с граф Херман V фон Вирнебург (* пр. 1209; † сл. 1254). Те имат децата:
- Рупрехт I († 1238/1242), граф на Вирнебург (1238 – 1242)
- Хайнрих I († 1289), каноник в Карден (1238 – 1241), граф на Вирнебург (1242 – 1289), женен за Понцета фон Оберщайн (1253 – 1332), баща на Хайнрих II фон Вирнебург, архиепископ на Кьолн († 1332)
- Херман, каноник в Карден (1269 – 1293)
- Гертруд, омъжена за Вилхелм II (Вилекин) фон Мандершайд (1247 – 1270)